# 阿尔平腹蛛
阿尔平腹蛛（学名：Gnaphosa alberti）为平腹蛛科平腹蛛属的动物。分布于日本、朝鲜以及中国大陆的甘肃等地。该物种的模式产地在甘肃。